# Bong-i Kim Seondal
Bong-i Kim Seondal (봉이 김선달?), conosciuto anche con il suo titolo internazionale Seondal: The Man Who Sells the River, è un film del 2016, scritto e diretto da Park Dae-Min.

## Trama
Kim Seondal è un giovane truffatore conosciuto per la sua abilità nei travestimenti e per il costante successo dei suoi colpi; dopo essere sfuggito a numerosi tentativi di cattura, aiutato da Bo-won, Yoon e Gyeon, suoi "collaboratori" nelle truffe, decide di raggirare il ricco Sung Dae-ryeon. Finge di conseguenza di aver trovato dell'oro all'interno del fiume Taedong, accordandosi con lui per vendergli l'intero corso d'acqua.

## Distribuzione
In Corea del Sud, la pellicola è stata distribuita da CJ Entertainment a partire dal 6 luglio 2016.